# Германчук, Пётр Кузьмич
Пётр Кузьмич Германчук (укр. Германчук Петро Кузьмович; 14 марта 1952, Андреевка — 29 июня 2012, Киев) — украинский политический деятель, народный депутат Украины, министр финансов Украины, заслуженный экономист Украины.

## Биография
Родился 14 марта 1952 года в селе Андреевка Макаровского района Киевской области. С августа 1969 года работал слесарем на заводе «Точелектроприлад», с мая 1970 года служил в армии, с июня 1972 года работал слесарем-сборщиком на заводе «Червоний екскаватор». С 1972 по 1977 год обучался на финансово-экономическом факультете Киевского института народного хозяйства.
С августа 1977 года работал экономистом, с января 1979 года — старший инспектор по внедрению передового опыта, с сентября 1979 года — старший экономист отдела государственных доходов, с января 1982 года — старший экономист, с августа 1982 года — начальник отдела финансирования сельского хозяйства финансового отдела исполкома Киевского облсовета народных депутатов, с ноября 1985 года — заместитель начальника управления — начальник бюджетного отдела финуправления исполкома Киевского облсовета народных депутатов.
С февраля 1990 года — начальник сводного отдела финансов и денежного обращения Министерства финансов УССР, с июля 1991 года — начальник управления денежного обращения и ценных бумаг, с февраля 1992 года — заместитель министра финансов Украины, с июля 1993 года — 1-й заместитель министра финансов Украины. С июля 1994 по июнь 1996 года занимал должность министра финансов Украины, с ноября 1997 по июль 2001 года — 1-й заместитель министра финансов Украины. С июня 1996 по январь 1997 года — советник премьер-министра Украины. С 26 июля 2001 по 22 февраля 2005 — председатель Главного контрольно-ревизионного управления Украины. С 15 ноября 2006 по 19 декабря 2007 года — советник премьер-министра Украины на общественных началах. С 22 марта 2010 года — советник Президента Украины на общественных началах.
Скончался 28 июня 2012 года. Похоронен вместе с сыном на Байковом кладбище (участок № 49а).

## Награды и звания
- Заслуженный экономист Украины (август 1999)[6].
- Знак «Государственная служба Украины „За добросовестный труд“» (2000).
- Почётная грамота Кабинета Министров Украины (2003)[7].
- Орден «За заслуги» II степени (июнь 2008 года)[8], I степени (август 2011)[9].
- Международный орден Святого Станислава III степени.